# Molpis (cirurgià)
Molpis (Μολπίς) fou un cirurgià grec.
L'esmenta Heràclides de Tàrent. Es creu que va viure i exercir aproximadament al segle III aC o en tot cas anteriorment. Va escriure algunes obres que sembla que parlaven sobre fractures i luxacions i que no s'han conservat.